# 梶野学志
梶野 学志（かじの たかし、1980年11月8日 - ）は、東京都出身の競艇選手。登録番号4140。身長165cm。血液型A型。89期。東京支部所属。妻に競艇選手の梶野真未（旧姓木下、登録番号4130）、同期に山田雄太、吉本玲緒、石塚久也らがいる。

## 来歴
- 拓殖大学第一高等学校卒業。やまと競艇学校時代、リーグ戦勝率5.94の成績を残した。
- 2001年11月18日、多摩川競艇場でデビュー（5着）。
- 2001年12月31日、戸田競艇場での「第20回ゴールドカップ競走デイリースポーツ杯」で初勝利。
- 2003年1月25日、尼崎競艇場での一般競走で初優出（2着）
- 2004年5月4日、多摩川競艇場での「第11回多摩川さつき杯」で初優勝。濱野谷憲吾、三角哲男、山田竜一ら強豪を抑えての優勝だった。
- 2007年1月23日、大村競艇場での「G1第21回新鋭王座決定戦競走」にG1初出場（4着、5着）。
- 2009年10月6日、戸田競艇場での「第25回日本モーターボート選手会会長賞」で優勝。
- 2009年12月17日、唐津競艇場での「ミニボートピアみやぎ開設記念レース」で完全優勝（通算5回目）。
- 2010年8月24日、蒲郡競艇場での「SG第56回モーターボート記念競走」にSG初出場。同日6RでSG初勝利。

## エピソード
- 2003年3月9日、徳山競艇場での新鋭リーグ戦6Rで2コースからの進入でスタートしたが向かい風に煽られてターンマークに激突、完走はできたが膝の靭帯と半月板を損傷。途中出場もしたが約1年の欠場を余儀なくされた。